# World’s Biggest Gang Bang
World's Biggest Gang Bang — голливудский порнофильм с Аннабель Чонг в главной роли, в котором она якобы занималась сексом с 300 мужчинами. На самом деле участников было гораздо меньше, как сообщается, Чонг в общей сложности участвовала в 251 половом акте. Организатором мероприятия был порнорежиссёр Джон Т. Боун (John T. Bone).
Получившееся видео, выпущенное в 1999 году, стало одним из самых кассовых порнофильмов в истории. Он привлёк внимание режиссёра Гофа Льюиса, который снял о Чонг документальный фильм «Секс: история Аннабель Чонг» (Sex: The Annabel Chong Story). Документальная картина Льюиса стала хитом кинофестиваля Сандэнс и был номинирован на гран-при фестиваля.

## Содержание

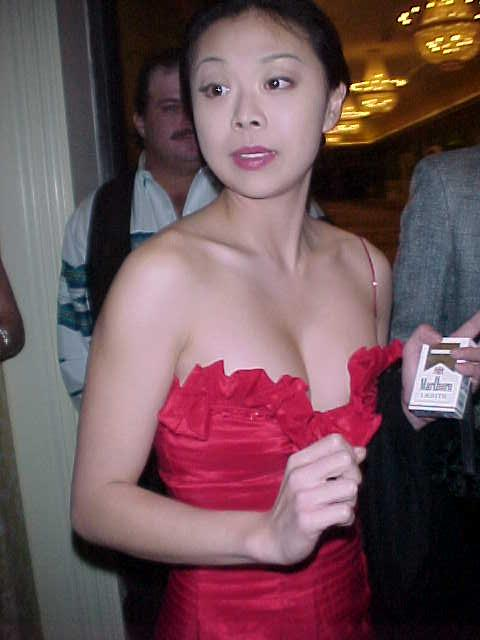
Чонг, исполнительница главной роли

Мероприятие начинается с нескольких интервью с участниками. Аннабель Чонг прибывает позже и приветствуется руководителем мероприятия. Боун информирует Чонг о формате, а затем проводит инструктаж остальных участников. Материал сокращён до интервью, которое Чонг даёт прессе. Рон Джереми (ведущий мероприятия) представляет флафферов и начинает гэнг-бэнг. Чонг, переодетая в мантию, появляется из бокового входа и поднимается на сцену. В середине сцены, похожей на римскую игровую площадку, стоит кровать; обстановка является аллюзией на оргии римской императрицы Мессалины. Боун, используя громкоговоритель, вызывает первые пять участников. Чонг занимается с ними сексом пять-десят минут, затем вызывают следующую группу. Чонг настаивала на использовании презервативов, но профессиональным исполнителям разрешалось участвовать без них.

## Критика
Продюсеры фильма были подвержены критике из-за риска, которому неосознанно подвергала себя Чонг. Актёры не были проверены на наличие заболеваний, передающихся половым путем, за исключением СПИДа. Позже выяснилось, что они не предоставили доказательств отрицательного теста на ВИЧ – вопреки тому, что Чонг была убеждена в обратном. Несколько мужчин участвовали без презервативов.
Критику также вызвал факт, что Чонг, по-видимому, не получила оплату. Лента стала одним из самых кассовых порнофильмов, но, как упоминалось в документальном фильме Sex: The Annabel Chong Story, Чонг не получила обещанных 10 тысяч долларов США, и, по-видимому, вообще не получила никаких денег от видео.

## Сиквелы

### World's Biggest Gang Bang 2
В 1996 году был снят сиквел World's Biggest Gang Bang 2. Главную роль исполнила Жасмин Сэнт-Клэр, также в фильме снялись Рон Джереми, Аннабель Чонг (нон-секс роль), Тиффани Миллион и другие. Режиссёром вновь выступил Джон Т. Боун.

### The World's Biggest Gang Bang III – The Houston 620
В 1999 году порнорежиссёр Грег Алвес (Greg Alves) снял фильм The World's Biggest Gang Bang III – The Houston 620. Ведущим выступил Рон Джереми, в главной роли снялась Хьюстон, весь фильм проходит в формате гэнг-бэнга. Фильм получил премию AVN Awards в 2000 году как самая продаваемая картина по итогам 1999 года.